# رياح (قرية)
رياح هي قرية في إقليم برشيد منذ 2004 ضمن جهة الشاوية ورديغة بالغرب المغربي. كان مجموع عدد سكان الجماعة القروية رياح 7.562 نسمة.(تعداد السكان الرسمي 2004)